# Unai Bustinza
Unai Bustinza Martínez, född 2 januari 1992, är en spansk fotbollsspelare som spelar för CD Leganés.